# Kościół św. Józefa w Mysłowicach
Kościół Świętego Józefa – rzymskokatolicki kościół parafialny należący do dekanatu Mysłowice archidiecezji katowickiej. Znajduje się w mysłowickiej dzielnicy Krasowy.
Jest to świątynia wzniesiona w 1919 roku, następnie została rozbudowana w latach 1924–1925 oraz w 1978 roku.
Przygotowania do budowy świątyni trwały 15 lat czyli od 1903 do 1918 roku. Świątynia została pobłogosławiona pod wezwaniem „Opieki Świętego Józefa” 15 października 1919 roku. W 1920 roku kupiono ołtarz główny, wykonany w katowickiej firmie Bisqua. Ołtarz Najświętszej Marii Panny został wykonany w 1921 roku.
Świątynia jest wyposażona w chór muzyczny. Kościół znajduje się w wykazie Gminnej Ewidencji Zabytków dla Miasta Mysłowice.